# Libystica woerdenialis
Libystica woerdenialis là một loài bướm đêm trong họ Noctuidae.